# Алберт Шац (учен)
Вижте пояснителната страница за други личности с името Алберт Шац.
Алберт Шац (на английски: Albert Schatz, 2 февруари 1920 – 17 януари 2005) е американски учен, микробиолог, който се счита за съоткривател на антибиотика стрептомицин.

## Научна дейност
На 19 октомври, 1943 г. Шац успява да изолира два щама актинобактерии (Actinobacteria), които ефективно потискат растежа на пеницилин-резистентни бактерии, като това става като част от докторантурата му в Колежа Куук към Рътджърс Юнивърсити.
Откритието на стрептомицина, позволява ефективното лечение на туберкулоза, постижение значимо за времето си и удостоено с Нобелова награда за физиология или медицина през 1952 г., в която името на Алберт Шац не фигурира.
Първоначално откритието на стрептомицина е приписано единствено на научния ръководител на Шац – Селман Ваксман. Алберт Шац открито се противопоставя на това, като през 1950 г. внася съдебен иск срещу Ваксман, в която изисква признание за откриването на стрептомицина и част от приходите от прилагането на антибиотика. Исканията на Шац са удовлетворени в извънсъдебно споразумение.
През 1994 г., Шац е награден с Рътджърсов медал за своите работи по разработката на стрептомицина.
До две години преди смъртта си Шац работи за местно предприятие за точене на ножове. Умира от рак на панкреаса в дома си във Филаделфия през 2005 г.